# Yalova

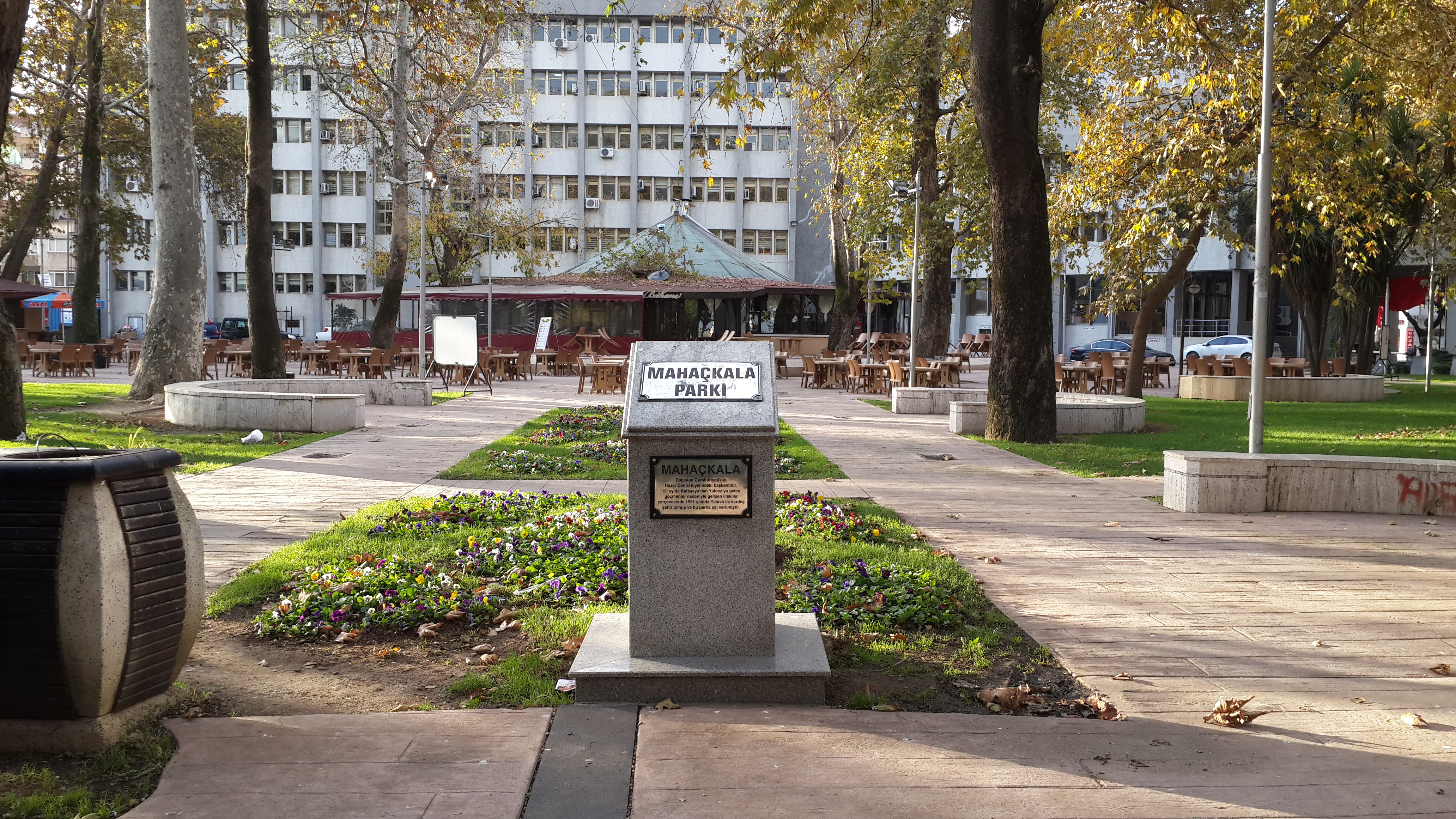
Makhachkala park in Yalova

Yalova là một thành phố thuộc tỉnh Yalova, Thổ Nhĩ Kỳ. Huyện có diện tích 167 km² và dân số thời điểm năm 2007 là 102871 người, mật độ 616 người/km².

## Khí hậu
| Dữ liệu khí hậu của Yalova                   | Dữ liệu khí hậu của Yalova | Dữ liệu khí hậu của Yalova | Dữ liệu khí hậu của Yalova | Dữ liệu khí hậu của Yalova | Dữ liệu khí hậu của Yalova | Dữ liệu khí hậu của Yalova | Dữ liệu khí hậu của Yalova | Dữ liệu khí hậu của Yalova | Dữ liệu khí hậu của Yalova | Dữ liệu khí hậu của Yalova | Dữ liệu khí hậu của Yalova | Dữ liệu khí hậu của Yalova | Dữ liệu khí hậu của Yalova |
| Tháng                                        | 1                          | 2                          | 3                          | 4                          | 5                          | 6                          | 7                          | 8                          | 9                          | 10                         | 11                         | 12                         | Năm                        |
| -------------------------------------------- | -------------------------- | -------------------------- | -------------------------- | -------------------------- | -------------------------- | -------------------------- | -------------------------- | -------------------------- | -------------------------- | -------------------------- | -------------------------- | -------------------------- | -------------------------- |
| Cao kỉ lục °C (°F)                           | 25.0 (77.0)                | 27.2 (81.0)                | 32.0 (89.6)                | 36.5 (97.7)                | 37.0 (98.6)                | 42.1 (107.8)               | 39.2 (102.6)               | 40.2 (104.4)               | 37.5 (99.5)                | 36.6 (97.9)                | 29.7 (85.5)                | 27.4 (81.3)                | 42.1 (107.8)               |
| Trung bình ngày tối đa °C (°F)               | 10.3 (50.5)                | 11.2 (52.2)                | 13.5 (56.3)                | 17.6 (63.7)                | 22.5 (72.5)                | 27.1 (80.8)                | 29.8 (85.6)                | 30.1 (86.2)                | 26.2 (79.2)                | 21.1 (70.0)                | 16.3 (61.3)                | 12.0 (53.6)                | 19.8 (67.6)                |
| Trung bình ngày °C (°F)                      | 6.8 (44.2)                 | 7.2 (45.0)                 | 9.0 (48.2)                 | 12.6 (54.7)                | 17.4 (63.3)                | 21.9 (71.4)                | 24.3 (75.7)                | 24.5 (76.1)                | 20.8 (69.4)                | 16.5 (61.7)                | 12.0 (53.6)                | 8.6 (47.5)                 | 15.1 (59.2)                |
| Tối thiểu trung bình ngày °C (°F)            | 3.7 (38.7)                 | 3.9 (39.0)                 | 5.2 (41.4)                 | 8.3 (46.9)                 | 12.8 (55.0)                | 16.9 (62.4)                | 19.1 (66.4)                | 19.6 (67.3)                | 16.1 (61.0)                | 12.7 (54.9)                | 8.4 (47.1)                 | 5.5 (41.9)                 | 11.0 (51.8)                |
| Thấp kỉ lục °C (°F)                          | −9.6 (14.7)                | −11.0 (12.2)               | −7.4 (18.7)                | −1.6 (29.1)                | 1.2 (34.2)                 | 7.1 (44.8)                 | 10.0 (50.0)                | 10.3 (50.5)                | 6.0 (42.8)                 | 1.3 (34.3)                 | −3.2 (26.2)                | −9.2 (15.4)                | −11.0 (12.2)               |
| Lượng Giáng thủy trung bình mm (inches)      | 84.6 (3.33)                | 68.7 (2.70)                | 73.9 (2.91)                | 51.3 (2.02)                | 39.0 (1.54)                | 47.4 (1.87)                | 22.0 (0.87)                | 34.5 (1.36)                | 52.9 (2.08)                | 93.7 (3.69)                | 75.9 (2.99)                | 105.0 (4.13)               | 748.9 (29.48)              |
| Số ngày giáng thủy trung bình                | 15.77                      | 13.47                      | 13.57                      | 11.10                      | 8.47                       | 6.83                       | 4.10                       | 3.87                       | 8.10                       | 12.03                      | 11.77                      | 15.40                      | 124.5                      |
| Số giờ nắng trung bình tháng                 | 58.9                       | 87.6                       | 133.3                      | 168.0                      | 226.3                      | 252.0                      | 282.1                      | 257.3                      | 204.0                      | 145.7                      | 83.7                       | 43.4                       | 1.942,3                    |
| Số giờ nắng trung bình ngày                  | 1.9                        | 3.1                        | 4.3                        | 5.6                        | 7.3                        | 8.4                        | 9.1                        | 8.3                        | 6.8                        | 4.7                        | 2.7                        | 1.4                        | 5.3                        |
| Nguồn: Cơ quan Khí tượng Nhà nước Thổ Nhĩ Kỳ |                            |                            |                            |                            |                            |                            |                            |                            |                            |                            |                            |                            |                            |

## Thành phố kết nghĩa
Thành phố này kết nghĩa với:
- Batumi, Gruzia
- Bilhorod-Dnistrovskyi, Ukraina
- Budva, Montenegro
- Khasavyurt, Nga
- Komotini, Hy Lạp
- Kyrenia, Síp
- Lefkoniko, Síp
- Makhachkala, Nga
- Medgidia, Romania
- Novi Pazar, Serbia
- Ohrid, Bắc Macedonia
- Bàn Cẩm, Trung Quốc
- Peć, Kosovo
- Rottenburg am Neckar, Đức
- Smolyan, Bulgaria
- Suwon, Hàn Quốc
- Tonami, Nhật Bản
- Travnik, Bosnia và Herzegovina
- Trogir, Croatia